# Cash Money Millionaires
Cash Money Millionaires (ook bekend als The Millionaires) was een Amerikaanse rapformatie uit New Orleans, bestaande uit de rappers van het Cash Money-platenlabel: Birdman, Juvenile, Lil' Wayne, Mannie Fresh, B.G. en Young Turk. De formatie bestond van 1995 tot 2001.

## Discografie
- 2000: Baller Blockin' (soundtrack)
- 2002: Undisputed (soundtrack)